# Saeristavo
Un saeristavo (en georgiano: საერისთავო), se define una unidad territorial en la antigua Georgia, que fue gobernada por un eristavi (duque).

## Lista de subdivisiones territoriales del reino de Georgia

Ducados del reino de Georgia (principios del)

Reino de Iberia en su máxima extensión y sus subdivisiones territoriales.

Las siguientes subdivisiones fueron ducados que tuvo el reino de Georgia en algún momento de su historia:
| Saeristavo                | Fecha      | Capital    | Territorio                                | Notas |
| ------------------------- | ---------- | ---------- | ----------------------------------------- | --- |
| Ducado de Argveti         | siglo VIII | Shorapani  | Alta Imericia                             | |
| Gran ducado de Hereti     | siglo XI   | Jornabudji | sudeste de Kajetia, Saingilo              | Anteriormente conocido como reino de Hereti |
| Principado de Jachén      | siglo II   | Handaberd  | Alto Karabaj                              | En el siglo XII se rebelaron contra el reino de Georgia y se independizaron.                                                                             |
| Gran ducado de Kajetia    | siglo XI   | Telavi     | norte de Kajetia                          | Antecedido por el reino de Kajetia-Hereti y posteriormente convertido en el reino de Kajetia                                                             |
| Ducado de Kalmaji         | siglo XI   | Kalmaji    | sur de Artvin                             | |
| Ducado de Kartli          | siglo XI   | Uplitsije  | Iberia interior                           | Anteriormente conocido como principado de Iberia y posteriormente convertido en el reino de Kartli                                                       |
| Ducado de Klarjeti        | siglo XI   | Artanuji   | Artvin                                    | |
| Ducado de Mesjetia        | siglo XII  | Ajaltsije  | Mesjetia                                  | Posteriormente convertido en el principado de Mesjetia                                                                                                   |
| Gran ducado de Odishi     | siglo VIII |            | Mingrelia, Guria, sur de Abjasia          | Posteriormente convertido en el principado de Mingrelia                                                                                                  |
| Ducado de Quelí           | siglo XI   | Quelí      | Ardahan                                   | |
| Ducado de Racha           | siglo VIII | Minda      | Racha                                     | |
| Ducado de Shaki           |            | Shaki      | Shaki-Zagatala                            | |
| Ducado de Svanetia        | siglo VIII | Ushguli    | Svanetia                                  | Posteriormente convertido en el principado de Svanetia                                                                                                   |
| Ducado de Tao             | siglo XII  | Panaskerti | Tao (norte de Artvin y Erzerum)           | Anteriormente conocido como reino de Tao-Klarjeti |
| Condado de Trialeti       | 876        | Kldekari   | Baja Iberia                               | También conocido como ducado de Kldekari |
| Ducado de Tsjumi-Apsileti | siglo VIII | Tsjumi     | Abjasia, Zichia                           | |
| Ducado de Tujarisi        | siglo XI   | Tujarisi   | sur de Artvin                             | |
| Ducado de Yavajetia       | siglo X    | Ajalkalaki | Yavajetia, Ardahan                        | |
| Ducado de Lori            | siglo IX   | Lori       | Armenia, Turquía, Najichevan (Azerbaiyán) | Formado a partir de los reinos de Lori, Syunik y el Emirato de Ani (Shadadida) Posteriormente convertido en Armenia zacárida durante la invasión mongola |
| Ducado de Kars            | siglo X    | Kars       | Actual Turquía                            | Territorio que antes pertenecía al Reino de los Iberos.                                                                                                  |
| Ducado de Abjasia         | Siglo IX   | Anacopia   | República de Abjasia                      | Territorio que constituía al Reino de Abjasia hasta el año 1009.                                                                                         |
| Comuna de Tiflis          | Siglo X    | Tiflis     | Georgia                                   | Antes era el Emirato de Tiflis, en el año 1122 el pequeño emirato es anexado a Georgia.                                                                  |
| Comuna de Kutaisi         | Siglo IX   | Kutaisi    | Región de Imericia                        | Provincia que antes pertenecía a Abjasia pasó a formar parte del Reino recién creado de Georgia                                                          |
| Ducado de Jornabuji       | siglo IX   | Jornabuji  | Georgia                                   | Ducado que antes pertenecía al Reino de Kajetia-Hereti.                                                                                                  |
| Ducado de Gagi            | siglo IX   | Gagi       | Georgia                                   | La ciudad pudo estar bajo dominio del Emirato de Tiflis antes de su anexión a Georgia.                                                                   |

## Lista de subdivisiones territoriales del reino de Iberia
| Saeristavo           | Fecha     | Capital    | Territorio                              | Notas |
| -------------------- | --------- | ---------- | --------------------------------------- | ----- |
| Ducado de Aragvi     | siglo XIV | Dusheti    | Municipio de Dusheti (Misjeta-Mtianeti) |       |
| Ducado de Ksani      | siglo XV  | Ajalgori   | Municipio de Ajalgori (Osetia del Sur)  |       |
| Ducado de Egrisi     | siglo XV  | Tsijegoji  | Mingrelia-Alta EsvanetiaGuria           |       |
| Ducado de Klarjeti   | Siglo IV  | Tukharisi  | Turquía                                 |       |
| Ducado de Samshvilde | Siglo IV  | Samshvilde | Provincia de LorriBaja Iberia           |       |
| Ducado de Kartli     | Siglo IV  | Uplistsije | Iberia Interior                         |       |
| Ducado de Kajetia    | Siglo IV  | Mtsjeta    | Kajetia                                 |       |
| Ducado de Tsunda     | Siglo IV  | Tsunda     | Mesjetia-Yavajetia                      |       |
| Ducado de Odzrje     | Siglo IV  | Odzrje     | República Autónoma de Ayaria            |       |
| Ducado de Junani     | Siglo IV  | Junani     | Tavush                                  |       |

## Lista de subdivisiones del Reino de Abjasia

Subdivisiones administrativas del Reino de Abjasia.

- Subdivisiones administrativas del Reino de Abjasia.Ducado de Abasgia
- Ducado de Apsileti
- Ducado de Egrisi
- Ducado de Svanetia
- Ducado de Guria
- Ducado de Imereti
- Ducado de Argevti
- Ducado de Kartli
- Ducado de Javaketi
- Ducado de Kldekari

## Subdivisiones administrativas delReino de Tao-Klarjeti

Subdivisiones territoriales del Reino de los iberos.

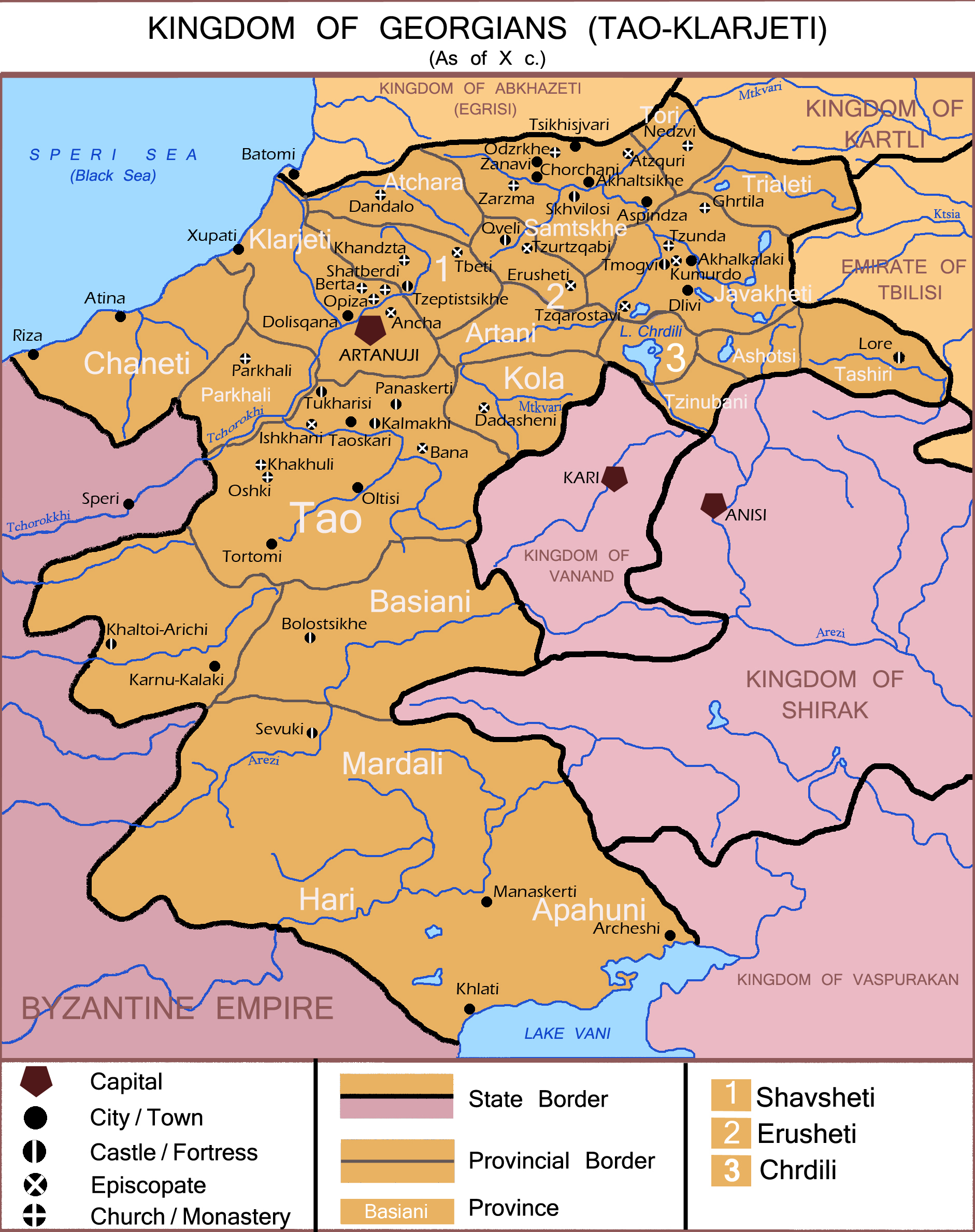

- Ducado de Tao

- Ducado de Klarjeti
- Ducado de Kola
- Ducado de Abotsi
- Ducado de Aptaani
- Ducado de Tchaneti
- Ducado de Tashir

- Ducado de Javaketi

- Ducado de Trialeti
- Ducado de Shavhseti
- Ducado de Tori
- Ducado de Khikhata
- Ducado de Erusheti
- Ducado de Samtsje
- Ducado de Parkhali
- Ducado de Apahuniki
- Ducado de Basiani
- Ducado de Mardali
- Ducado de Karin
- Ducado de Hark
- Ducado de Khaldoyarich
- Ducado de Chormayri